# 多蘿西·黑爾
多蘿西·黑爾（英語：Dorothy Hale，1905年1月11日—1938年10月21日）是一位美國名媛及有志成為女演員的人士。由於丈夫的離世以及多段失敗的感情關係，他在經濟上必須依賴富有的朋友們，後於紐約市漢普郡大廈跳樓自殺。此後，藝術家芙烈達·卡蘿曾應克莱尔·布思·鲁斯委託，創作畫作《多蘿西·黑爾之自殺》（The Suicide of Dorothy Hale）。

## 生平

### 早年生活
黑爾原名桃樂絲·多諾萬（Dorothy Donovan），出生於匹茲堡，父親是一名房地產經紀人。  1919年，就讀修道院及戲劇學校後，黑爾離家追求事業。其家人曾僱用偵探尋找他，但他最終因資金用盡而返鄉。在朋友的協助下，他最終於百老匯音樂劇《Lady, Be Good》中獲得合唱團成員的工作。
隨後，多諾萬赴巴黎學習雕塑，期間嫁給百萬富翁股票經紀人蓋拉德·湯瑪斯（Gaillard Thomas），他是婦科醫師T·蓋拉德·托馬斯之子；這段短暫的婚姻最終以離婚收場。
1927年，多諾萬與加德納·黑爾（Gardner Hale）結婚。加德納是古典文學學者威廉·加德納·黑爾之子，為一名壁畫及社交名流肖像畫家。在這段婚姻期間，黑爾繼續活躍於上流社會及藝術氛圍濃厚的社交圈。在美國西岸居住期間，他與藝術家米格爾·柯瓦魯比亞斯、羅莎·羅蘭達、芙烈達·卡蘿及攝影師尼可拉斯·穆雷交往甚密。但在1931年12月，黑爾的丈夫加德納·黑爾駕車墜落聖瑪莉亞懸崖身亡。自此，他陷入嚴重的財務困境。無法維持過去的生活方式，黑爾開始依賴富有情人及友人的接濟，其中包括與他關係深厚的克莱尔·布思·鲁斯。魯斯回憶道：「我們都相信，這樣一位擁有非凡美貌的女子，不會太久就能展開新事業或找到另一個丈夫。桃樂絲既缺乏才華，也毫無運氣。」

### 演藝事業
黑爾的舞台作品僅限於參與數個劇團的演出季，並曾擔任舞者及齊格菲女郎。1935年夏天，黑爾與同為紐約名媛、也有志成為女演員的朋友羅莎蒙·品喬特一同參與舞台劇《Abide with Me》的演出，該劇為他們的好友克莱尔·布思·鲁斯所撰寫的心理劇。雖然三人皆十分享受演出過程，但該劇卻遭受負評，並很快下檔。1938年1月，品喬特因一氧化碳中毒自殺身亡。
黑爾多次嘗試尋找演員的工作，但始終未能成功。1932年，他因結識塞缪尔·戈德温而在電影《辛娜拉》中獲得一個未掛名角色，並於1934年的《葉卡捷琳娜大帝的崛起》中出演小角色，但他的試鏡表現被視為失敗。

### 感情關係
據傳，黑爾曾與紐約知名封面插畫家康斯坦丁·阿拉賈洛夫有過戀情。 1933年初，他與野口勇一同搭乘加勒比海郵輪旅行，期間將他介紹給許多自己在紐約的富有且具影響力的朋友，其中數人委託野口創作肖像作品，包括盧斯委託製作一座雕塑胸像。 野口隨後與黑爾前往倫敦及巴黎，尋求更多贊助者。野口曾為黑爾創作一件肖像雕塑，但最終未完成，去向不明。
1934年，黑爾和盧斯陪同野口駕駛由他與巴克敏斯特·富勒共同設計的戴麥克森汽車（Dymaxion car）遊歷康乃狄克州。至1937年，黑爾與公共工程振興署（WPA）管理員、富蘭克林·D·羅斯福總統的首席顧問哈里·霍普金斯陷入戀情。 他一度期待能在白宮舉行婚禮，於是搬進位於中央公園南150號、27層高的漢普郡大廈，並開始準備嫁妝。然而，霍普金斯卻突然結束了這段感情。盧斯後來表示，白宮方面對於霍普金斯與黑爾的婚約傳聞並不樂見，這或許是分手的原因之一。 當時大肆報導婚約傳聞的八卦專欄作家，也借題大肆渲染拋棄一事，令黑爾深感羞辱。
1938年，伯纳德·巴鲁克建議當時33歲的黑爾，他已經太年長，無法再發展專業事業，應該尋找一位富有的丈夫。 巴魯克甚至給了他1,000美元，並指示：「買一件足夠華麗的禮服，好讓妳能吸引到一個丈夫。」  黑爾對停滯不前的事業、持續不斷的債務，以及不幸福的感情生活感到絕望。

### 逝世
黑爾去世當晚，曾在家中非正式招待數位朋友；他告訴大家自己計畫出遠門，並邀請他們參加派對。 出席賓客包括布洛克·彭伯頓夫人（Mrs. Brock Pemberton）、義大利的德爾·德拉戈王子、畫家桃樂絲·斯溫伯恩（Dorothy Swinburne，當時麥凱無線電報公司總裁盧克·麥克納米上將之妻），以及瑪格麗特·凱絲（Margaret Case，後來的哈里曼夫人，《Vogue》編輯、法蘭克·凱絲之女），他日後撰寫了《The Vicious Circle》一書。 派對結束後，黑爾與J.P.摩根夫婦一同前往劇院，觀賞萊斯利·斯托克斯編寫的劇作《王爾德》。
當晚結束夜生活後，黑爾約於10月21日凌晨1點15分返回位於漢普郡大廈（Hampshire House）的住所，並在公寓窗戶跳下自殺。根據訃聞記載，他的死亡時間為凌晨5點15分，然而克萊兒·布思·盧斯回憶他約於6點跳樓。 當時，黑爾身著他最喜愛的「Madame X」黑色天鵝絨晚禮服，並佩戴著野口贈送的小黃玫瑰花束。
野口勇在為海登·埃雷拉撰寫芙烈達·卡蘿傳記的訪談中，如此回憶黑爾：
 
他非常漂亮，我所有認識的女性都很漂亮。我1933年曾與他一同前往倫敦。巴基（巴克敏斯特·富勒）和我就在他去世前一晚與他相處。我記得他說：「嗯，伏特加沒了，沒有更多了。」當時我並未多想，直到事後才理解他是在暗示什麼。桃樂絲很美，但他活在一個虛假的世界裡。他不想輸給任何人，或許他覺得自己正在被淘汰。

## 芙烈達·卡蘿畫作
畫作題詞翻譯：
於1938年10月21日上午六時，多蘿西·黑爾夫人於紐約市漢普郡大廈高樓窗戶跳下自殺。為紀念他 […] 這幅聖像畫由芙烈達·卡蘿所創作。
（題詞中「由克萊兒·布思·盧斯委託」的字樣，後來應盧斯要求，由野口勇在芙烈達交付畫作後塗抹去除。）
黑爾逝世後，好友克萊兒·布思·盧斯立刻委託卡蘿創作一幅紀念肖像，以期「讓他的生命不被遺忘」。 但此畫於1939年3月巴黎展出後，於同年8月寄回美國。盧斯聲稱，畫作拆封時「幾乎暈倒」。 卡蘿所繪為一幅寫實且具敘事性的聖像畫，細緻描繪黑爾自殺的每一過程：站在陽台、墜落身亡，以及躺於血泊中的場景。
盧斯深感震驚與憤怒，甚至一度考慮銷毀畫作，但最終請野口勇將畫面題詞中提及他名字的部分塗除。 此後，盧斯將此作留存在法蘭克·克朗辛希爾德處封箱保存，直到數十年後，克朗辛希爾德的繼承人在倉庫重新發現該畫，才將其歸還給盧斯。
最終，盧斯匿名將此畫捐贈給鳳凰城藝術博物館。 該館至今仍收藏此作，並經常借出巡迴於各大芙烈達·卡蘿藝術展中展出。2010年，該畫作被納入長島市皇后區野口勇博物館所舉辦的展覽「On Becoming an Artist: Isamu Noguchi and His Contemporaries, 1922–1960」，該展覽全面呈現野口勇的藝術生涯。

## 改編

### 舞台劇
由瑪拉·貝爾斯托創作的舞台劇《多蘿西·黑爾的崛起》（The Rise of Dorothy Hale）於2007年9月30日在聖路克劇院（St. Luke's Theater）外百老匯首演。 該劇透過芙烈達·卡蘿的創作歷程，探索黑爾的生平與死因，並提出疑問：黑爾的墜樓究竟是自殺還是謀殺？
原始卡司包括邁克·巴達魯科、派崔克·波爾（Patrick Boll）、莎麗塔·喬德哈瑞、勞拉·伯納利戈、莎拉·溫特以及馬克·拉穆拉。該劇的演員與編劇亦於2007年10月18日受邀至那斯達克（NASDAQ）主持收盤鐘儀式。

### 小說
《善良女士：多蘿西·黑爾的生平與時代》（Lady Be Good: The Life and Times of Dorothy Hale）是由前NBC新聞製作人潘蜜拉·漢米爾頓（Pamela Hamilton）撰寫的小說，於2021年3月31日出版。該書基於原始研究，將黑爾描繪成一位聰慧、有才華且意志堅定的女性，顛覆了長久以來大眾認為他「無助且不幸」的印象。小說的核心聚焦於黑爾與克萊兒·布思·盧斯之間的友誼，以及他們當時在社交圈中的生活。

## 外部連結
- 多蘿西·黑爾在互联网电影资料库（IMDb）上的資料（英文）
- Frida Kahlo's The Suicide of Dorothy Hale
- The Rise of Dorothy Hale official website